# Emmonsův ledovec

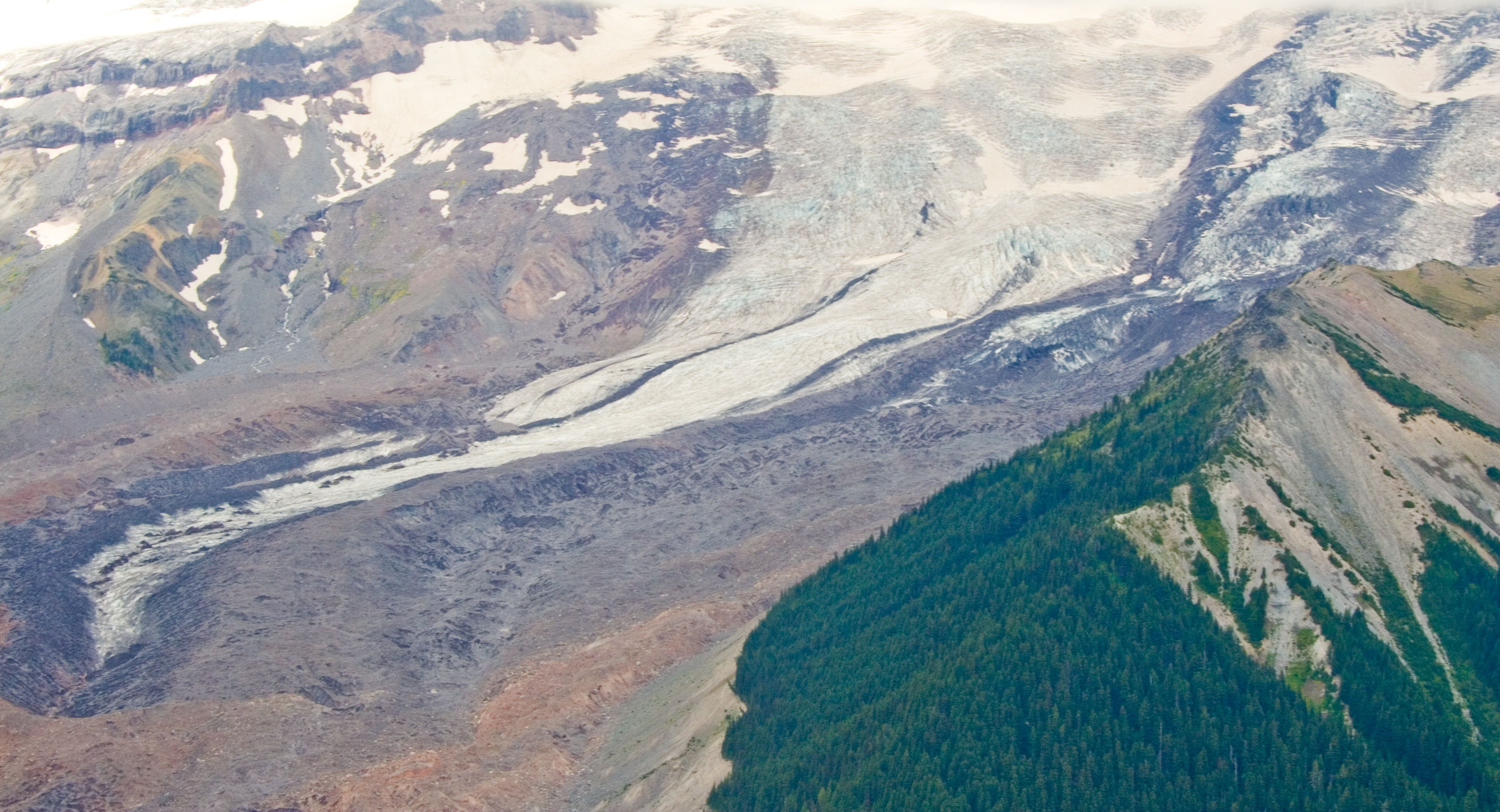
Dolní část ledovce

Emmonsův ledovec (anglicky Emmons Glacier) se nachází na severovýchodním svahu hory Mount Rainier v americkém státě Washington. Se svými jedenácti kilometry čtverečními je nejrozlehlejším ledovcem pevninských Spojených států amerických. Byl pojmenován po geologovi Samueli Fanklinovi Emmonsovi, který se zabýval zdejší oblastí v roce 1870.
Ledovec začíná v nadmořské výšce 4200 metrů a proudí dolu východním směrem. Ve výšce 3700 metrů nad mořem se k němu připojuje Ingrahamův ledovec, který proudí jižním směrem. Oba ledovce proudí společně a jsou vzájemně propojené až do úpatí hory Little Tahoma Peak. Emmonsův ledovec pak pokračuje severovýchodně než končí v nadmořské výšce 1600 metrů.
Ve třicátých letech minulého století bylo zjištěno, že ledovec rychle ustupuje. V roce 1963 zakryly dolní část ledovce úlomky skal z hory Little Tahoma Peak, které ochránili led od tání. Výsledkem bylo rychlé rozšiřování v osmdesátých letech, které pokračovalo i v roce 1992, i když už ne tak rychle. V roce 2003 ledovec opět ustupuje.
Ledovec je často používanou cestou k vrcholku hory Mount Rainier.